# Everything All the Time
Everything All the Time — дебютний альбом американського інді-рок гурту Band of Horses, виданий 21 березня 2006 року на лейблі Sub Pop Records. Це єдиний альбом гурту, у записі якого узяли участь Мет Брук, Кріс Ерлі та Тім Мейніг.
Альбом посів 31 сходинку чарту U.S. Billboard Independent Albums та був високо оцінений критиками. Видання Pitchfork Media помістило Everything All the Time на 109 сходинку їхнього списку 200 найкращих альбомів 2000-х.

## Список композицій
Усі пісні, окрім 8 і 10, написані Беном Брідвеллом. Пісні 8 та 10 написані Метом Бруком.
| #   | Назва                                 | Автор          | Тривалість |
| --- | ------------------------------------- | -------------- | ---------- |
| 1.  | «The First Song»                      | Band of Horses | 3:43       |
| 2.  | «Wicked Gil»                          | Band of Horses | 2:57       |
| 3.  | «Our Swords»                          | Band of Horses | 2:26       |
| 4.  | «The Funeral»                         | Band of Horses | 5:21       |
| 5.  | «Part One»                            | Band of Horses | 2:36       |
| 6.  | «The Great Salt Lake»                 | Band of Horses | 4:45       |
| 7.  | «Weed Party»                          | Band of Horses | 3:09       |
| 8.  | «I Go to the Barn Because I Like The» | Band of Horses | 3:06       |
| 9.  | «Monsters»                            | Band of Horses | 5:21       |
| 10. | «St. Augustine»                       | Band of Horses | 2:41       |

## Склад учасників
- Бен Брідвелл — вокал, електрогітара, педал-стіл гітара, бас-гітара, фортепіано
- Мет Брук — електрогітара, акустична гітара, вокал, банджо, електронний смичок
- Кріс Ерлі — бас-гітара
- Тім Мейніг — ударні
- Сера Кахун — ударні